# Symphyotrichum graminifolium
Symphyotrichum graminifolium là một loài thực vật có hoa trong họ Cúc. Loài này được (Spreng.) G.L.Nesom miêu tả khoa học đầu tiên.